# Draadvleugelkolibrie
De draadvleugelkolibrie (Lafresnaya lafresnayi) is een vogel uit de familie der kolibries (Trochilidae). De vogel is genoemd naar de Franse ornitholoog Frédéric de Lafresnaye.

## Kenmerken
Draadvleugelkolibries bereiken een lengte van 11 à 12 cm, waarbij de snavel 2,2 à 2,5 cm lang is. Beide geslachten zijn te herkennen aan de licht gebogen snavel en witte onderstaartpennen met een zwarte achterrand, maar bij het vrouwtje is deze rand breder. De kop en bovendelen zijn glanzend groen. De soort kan donker overkomen als de staart ingevouwen is, maar wanneer gespreid of van onderen is de witte staart goed te zien. Vrouwtjes hebben een witte buik met groene vlekken en het mannetje heeft een zwarte buik. Het vrouwtje heeft een crèmekleurige keel. Bij het mannetje is de keel eveneens glanzend groen.

## Biotoop
De draadvleugelkolobrie leeft aan de rand van nevelwouden en in páramo. Komt meestal voor op hoogten tussen 1.800 en 3.400 meter; lokaal tot aan 3.700 meter.

## Verspreiding
De draadvleugelkolibrie komt voor van het westen van Venezuela tot het midden van Peru en telt zeven ondersoorten:
- L. l. liriope: Sierra Nevada de Santa Marta (noordoosten van Colombia).
- L. l. longirostris: westelijk deel van midden Colombia.
- L. l. greenewalti: ten zuidoosten en oosten van het Meer van Maracaibo (in het noordwesten van Venezuela).
- L. l. lafresnayi: Sierra de Perijá in het westen van Venezuela en het oostelijke deel van de Andes in Colombia.
- L. l. saul: zuidwestelijk Colombia, Ecuador naar noordelijk Peru.
- L. l. orestes: noordelijk Peru (regio Amazonas).
- L. l. rectirostris: centrale deel van Peru.